# 楊其龍
楊其龍（1967年8月23日—） 為香港商人楊受成長子，dragon-i及tasmania ballroom的投資者。其名字曾與不少女星及名媛連在一起。
2017年12月初，楊其龍及捷克籍太太Martina Sivkova繼育有一女Iliana後，日前再喜獲麟兒，受父親大讚孫仔靚仔。

## 外部連結
- 楊其龍認曾被騙人財兩失[永久]